# The Morals of Hilda
The Morals of Hilda er en amerikansk stumfilm fra 1916 af Lloyd B. Carleton.

## Medvirkende
- Frank Whitson som August
- Gretchen Lederer som Hilda
- Richard Morris som Harris Grail
- Adele Farrington som Esther Grail
- Lois Wilson som Marion